# Enrico Dall'Era
Enrico Dall'Era (Brescia, 19 marzo 1897 – ...) è stato un dirigente sportivo, arbitro di calcio e calciatore italiano, di ruolo mediano.

## Calciatore
Ha giocato 6 partite per il Foot Ball Club Brescia nei primi campionati di Prima Categoria disputati dopo il primo conflitto mondiale, esordendo nella sua prima partita il 12 ottobre 1919 in Brescia-Cremonese (1-0). Nel 1921 ha giocato a Modena, il 16 ottobre 1921 in Modena- Brescia (1-0) la sua ultima partita da calciatore, continuando a rimanere nella società come dirigente. Nel 1923 si dimise il presidente Alberto Genna, vi fu un anno di vacanza della presidenza e venne eletto un Comitato di reggenza di cui fecero parte il Ragionier Spinelli, Battista Pisa e appunto Enrico Dall'Era, che rimasero in carica per il 1923-1924 e poi passarono la mano al nuovo presidente Gino Rovetta.

## Arbitro
Enrico Dall'Era prese la tessera di arbitro nel 1923.

Dall'Era rivestì inoltre anche il ruolo di arbitro, dirigendo dieci incontri di Serie A fino alla stagione 1932-1933. Il suo primo incontro diretto nel campionato di Serie A è stato il 7 dicembre 1930 Pro Patria-Livorno (0-0).
L'ultima partita diretta in Serie A è stata Padova-Torino (3-1) del 25 giugno 1933.